# شریف‌آباد (خاش)
رحمت آباد دوربن یا شریف‌آباد روستایی در دهستان پشتکوه بخش مرکزی شهرستان خاش استان سیستان و بلوچستان ایران است.

## جمعیت
بر پایه سرشماری عمومی نفوس و مسکن در سال ۱۳۹۵ جمعیت این مکان ۱۲۷ نفر (۳۳خانوار) بوده‌است.